# Loðmundur (berg)
Loðmundur är ett berg i republiken Island. Det ligger i regionen Suðurland, 130 km öster om huvudstaden Reykjavík. Toppen på Loðmundur är 1 077 meter över havet, eller 445 meter över den omgivande terrängen. Bredden vid basen är 8,5 km.
Trakten runt Loðmundur är nära nog obefolkad, med mindre än två invånare per kvadratkilometer. Det finns inga samhällen i närheten. Trakten runt Loðmundur består i huvudsak av gräsmarker.